# Botogo
Botogoest une localité située dans le département de Ouéléni de la province du Léraba dans la région des Cascades au Burkina Faso.